# Цзыгуй
Цзыгу́й (кит. упр. 秭归, пиньинь Zǐguī) — уезд городского округа Ичан провинции Хубэй (КНР).

## История
В эпоху Вёсен и Осеней на этих землях находилось царство Куй (Гуй) (夔國), впоследствии поглощённое царством Чу. Во времена империи Хань в этих местах в 205 году до н. э. был создан уезд Цзыгуй. В эпоху Северной Чжоу был образован округ Цзыгуй (秭归郡), и чтобы избежать дублирования названий уезд Цзыгуй был переименован в Чаннин (长宁县). Во времена империи Суй уезду Чаннин было возвращено название Цзыгуй.
Во времена империи Тан в 619 году была образована область Гуйчжоу (归州), в состав которой вошли уезды Цзыгуй и Бадун, а со следующего года — ещё и уезд Синшань. В 742 году область была переименована в округ Бадун (巴东郡), но в 758 году округ Бадун опять стал областью Гуйчжоу.
После монгольского завоевания область в 1277 году была поднята в статусе и стала Гуйчжоуским регионом (归州路), но после образования империи Мин регион в 1380 году опять стал областью; уезд Цзыгуй был при этом в 1376 году передан в состав области Илин (夷陵州), где опять был переименован в Чаннин, но в 1380 году его территория вернулась в состав Гуйчжоу, а сам уезд был расформирован (его земли перешли под непосредственное управление областных властей).
Во времена империи Цин область Гуйчжоу в 1729 году получила статус «непосредственно управляемой» (то есть стала подчиняться напрямую властям провинции Хугуан, минуя промежуточный уровень в виде управы), её властям подчинялись 4 уезда и 19 тусы (вождей некитайских племён). В 1735 году она была понижена в статусе: из её состава были выведены все подчинённые административные единицы, а сама она стала подчиняться властям Ичанской управы. После Синьхайской революции в Китае была проведена реформа структуры административного деления, в ходе которой области с управами были упразднены, и в 1912 году область Гуйчжоу была преобразована в уезд Цзыгуй.
После образования КНР в 1949 году был создан Специальный район Ичан (宜昌专区), и уезд вошёл в его состав. В 1959 году Специальный район Ичан был расформирован, а вместо него был образован Промышленный район Иду (宜都工业区), но в 1961 году Промышленный район Иду был расформирован, и был вновь создан Специальный район Ичан. В 1970 году Специальный район Ичан был переименован в Округ Ичан (宜昌地区).
В 1992 году город Ичан и округ Ичан были объединены в городской округ Ичан.

## Административное деление
Уезд делится на 8 посёлков и 4 волости.